# Greve
Pour les articles homonymes, voir Grève (homonymie).
Greve était une municipalité du département de Roskilde, dans l'est du Danemark, et est depuis 2007 une commune de la région Sjælland. 
Située au sud de Copenhague, elle est devenue une zone résidentielle à partir des années 1960.

## Jumelages
La kommune de Greve est jumelée avec :
- Lomma (Suède) ;
- Greve in Chianti (Italie) depuis 1966.